# 2. Division
La 2. Division è la terza serie professionale del campionato danese di calcio. A partire dalla stagione 2021-2022 il campionato si svolge con un girone unico da 12 squadre con qualificazione a gruppo promozione e gruppo retrocessione.

## Formato
Il campionato è costituito da 12 squadre che giocano un girone all'italiana con gare di andata e ritorno, per un totale di 22 giornate. Al termine di esse, le prime 6 giocano un girone promozione, con le prime due che vengono promosse in 1. Division, mentre le ultime 6 giocano un girone retrocessione per decretare le due squadre retrocesse in 3.Division.

## Storia
La 2.Division nasce all'indomani della seconda guerra mondiale come campionato di secondo livello
Quando nel 1991 è stata fondata la Superligaen, la 2. Division è diventata la terza categoria del calcio danese. Dal 1991 al 1997 il campionato è stato diviso in due gruppi e in due stagioni per anno, poiché la serie inferiore giocava un torneo primavera-autunno, mentre la serie superiore giocava un torneo autunno-primavera. Dal 1997 la 2. Division è stata raggruppata in un unico gironecon un torneo primavera-autunno. Nel 2005 si è avuta una nuova suddivisione in due gruppi, Est e Ovest, durata fino alla stagione 2020-2021.

## Squadre partecipanti
Stagione 2024-2025
| Club          | Città            |
| ------------- | ---------------- |
| AB            | Gladsaxe         |
| Aarhus Fremad | Aarhus           |
| Frem          | Copenaghen       |
| Fremad Amager | Copenaghen       |
| Hellerup      | Gentofte         |
| Helsingør     | Helsingor        |
| Ishøj         | Ishoj            |
| Middelfart    | Middelfart       |
| Nykøbing      | Nykøbing Falster |
| Næstved       | Naestved         |
| Skive         | Skive            |
| Thisted       | Thisted          |

## Albo d'oro

### Come campionato di seconda divisione (1945-1990)
| Stagione  | Vincitore     |
| --------- | ------------- |
| 1945-1946 | ØB            |
| 1946-1947 | Odense        |
| 1947-1948 | B 1909        |
| 1948-1949 | Esbjerg       |
| 1949-1950 | B 1909        |
| 1950-1951 | Skovshoved    |
| 1951-1952 | KB            |
| 1952-1953 | Aarhus        |
| 1953-1954 | B 1909        |
| 1954-1955 | AIA-Tranbjerg |
| 1955-1956 | Vejle         |
| 1956-1957 | Odense        |
| 1958      | B 1903        |
| 1959      | B 1913        |
| 1960      | Køge BK       |
| 1961      | Brønshøj      |
| 1962      | Aalborg       |
| 1963      | Frem          |
| 1964      | Hvidovre      |
| 1965      | AB            |
| 1966      | Horsens       |
| 1967      | B 1913        |
| 1968      | B 1903        |
| 1969      | Randers Freja |
| 1970      | B 1909        |
| 1971      | Aarhus        |
| 1972      | AB            |
| 1973      | Holbæk        |
| 1974      | Vanløse       |
| 1975      | Kastrup       |
| 1976      | Frederikshavn |
| 1977      | Næstved       |
| 1978      | Aalborg       |
| 1979      | Køge BK       |
| 1980      | Viborg        |
| 1981      | Brøndby       |
| 1982      | Frem          |
| 1983      | KB            |
| 1984      | B 1903        |
| 1985      | KB            |
| 1986      | Hvidovre      |
| 1987      | Silkeborg     |
| 1988      | B 1913        |
| 1989      | KB            |
| 1990      | B 1909        |

### Come campionato di terza divisione

#### Divisione in due gironi (1991-1997)
| Stagione       | Gruppo Est             | Gruppo Ovest   |
| -------------- | ---------------------- | -------------- |
| 1991 primavera | Hellerup               | Nørresundby    |
| 1991 autunno   | Fremad Amager          | Horsens        |
| 1992 primavera | B.93                   | Svendborg      |
| 1992 autunno   | B.93                   | Ølstykke       |
| 1993 primavera | AB                     | Holstebro      |
| 1993 autunno   | B.93                   | Herning Fremad |
| 1994 primavera | Hellerup               | Haderslev FK   |
| 1994 autunno   | Esbjerg                | Herning Fremad |
| 1995 primavera | Avarta                 | Nørre Aaby BK  |
| 1995 autunno   | Roskilde Boldklub 1906 | Aarhus Fremad  |
| 1996 primavera | Roskilde Boldklub 1906 | Aarhus Fremad  |
| 1996 autunno   | Hellerup               | Horsens        |
| 1997 primavera | Frem                   | Aalborg Chang  |

#### Girone unico (1997-2005)
| Stagione  | Vincitore     |
| --------- | ------------- |
| 1997-1998 | B 1909        |
| 1998-1999 | Randers Freja |
| 1999-2000 | B 1913        |
| 2000-2001 | Kolding IF    |
| 2001-2002 | Skjold        |
| 2002-2003 | Aalborg Chang |
| 2003-2004 | Hellerup      |
| 2004-2005 | Kolding       |

#### Divisione in due gironi (2005-2015)
| Stagione  | Gruppo Est   | Gruppo Ovest |
| --------- | ------------ | ------------ |
| 2005–2006 | Næstved      | Esbjerg      |
| 2006–2007 | LFA          | Skive        |
| 2007–2008 | Roskilde     | Thisted      |
| 2008–2009 | Vestsjælland | Fyn          |
| 2009–2010 | Brønshøj     | Hjørring     |
| 2010–2011 | Nordvest     | Blokhus      |
| 2011–2012 | Hellerup     | Fyn          |
| 2012–2013 | Hvidovre     | Marienlyst   |
| 2013–2014 | Roskilde     | Skive        |
| 2014–2015 | Helsingør    | Næstved      |

#### Girone unico (2015-2020)
| Stagione  | Vincitore |
| --------- | --------- |
| 2015-2016 | AB        |
| 2016-2017 | Brabrand  |
| 2017-2018 | Hvidovre  |
| 2018-2019 | Skive     |
| 2019-2020 | Helsingør |

#### Due gironi (2020-2021)
| Stagione  | Gruppo Est | Gruppo Ovest | Altre promozioni |
| --------- | ---------- | ------------ | ---------------- |
| 2020-2021 | Jammerbugt | Nykøbing     |                  |

#### Girone unico (2021-oggi)
| Stagione  | Vincitore  |
| --------- | ---------- |
| 2021-2022 | Næstved    |
| 2022-2023 | Kolding IF |
| 2023-2024 | Esbjerg    |